# Je suis Noires
Pour plus de détails, voir Fiche technique et Distribution.
Je suis Noires est un film suisse sorti en 2022, réalisé par Rachel M'Bon, journaliste et réalisatrice suisse et congolaise.

## Parcours de la réalisatrice
Rachel M'Bon née en 1974  à Billens dans le canton de Fribourg est la fille d'une mère suisse alémanique, comptable de profession, et d'un père peintre congolais,. Elle a deux frères aînés. Leurs parents se séparent quand elle a quatre ans. Elle grandit à Carrouge, dans le canton de Vaud. Elle passe un an au Congo à l'âge de 17 ans, où elle occupe un poste d'assistante de direction dans une filiale de DHL.
À son retour, elle suit une formation de spécialiste en communication et marketing au SAWI et obtient son brevet fédéral en 2004.
En 2009, elle réalise ses première piges au sein de l’agence Large Network à Genève, avant de rejoindre le groupe suisse Tamedia, où elle effectue sa formation de journaliste RP. Elle a ensuite travaillé pendant dix ans pour différents journaux suisses, notamment Femina Fashion, Encore, Le Matin Dimanche ou 20 minutes. Plus tard, elle travaille en tant que responsable de la communication pour le Théâtre de l'Octogone pendant sept ans.
En mai 2023, elle crée l’association NWAR / Now We Are Rising nommée en référence au poème « Still I Rise » de Maya Angelou dont l'objectif est de valoriser et de visibiliser[pas clair] les personnes noires ou racisées sur les plans culturel, social et politique. L’association vise à déconstruire les clichés, à proposer de nouveaux narratifs, à sensibiliser et à promouvoir la diversité. Parallèlement, en collaboration avec des artistes et des institutions culturelles, elle prépare le lancement du Centre Culturel Nomade Afropea.
Elle se marie à l'âge de 25 ans (elle est également connue sous le nom de Rachel Barbezat ou Rachel Barbezat M'Bon) . Elle se sépare de son époux en 2019. Elle est mère de deux enfants.

## Film documentaire
En 2021, inspirée notamment par le film Ouvrir la voix d'Amandine Gay, elle signe avec Juliana Fanjul son projet de documentaire sur les femmes suisses et noires, Je Suis Noires, co-produit par Akka film et la Radio Télévision Suisse. En tant que coréalisatrice et protagoniste de ce film qui dresse le portrait de la réalité de Suissesses noires, elle tenait à visibiliser les conséquences du racisme systémique. Sorti en février 2022, le film est projeté en avant-première le 8 mars dans le cadre du Festival du film et forum international sur les droits humains de Genève, et nommé en compétition internationale, catégorie Documentaire de création. Parallèlement, il est sélectionné pour les Impact Days. Le film est ensuite à l’affiche de différents festivals en Suisse, notamment le Human Rights Film Festival de Zurich, le Film Festival Diritti Umani à Lugano, ou encore les Journées de Soleure. Le documentaire est présenté dans des établissements scolaires suisses afin de dénoncer le racisme systémique à l’œuvre en Suisse, chacune des projections étant suivie d'un échange avec l’une des réalisatrices. Le film sort dans les salles de cinéma en octobre 2022,.

## Récompenses
- 2023 : Prix Artopie pour Je Suis Noires, jury des étudiants des Hôpitaux Universitaires de Genève[23]
- 2023 : Prix du Cinéma Suisse pour Je Suis Noires, dans la catégorie Meilleur court métrage[24]